# Ahuroa (rivière)
 (juillet 2014).
 (juillet 2014).
Si vous disposez d'ouvrages ou d'articles de référence ou si vous connaissez des sites web de qualité traitant du thème abordé ici, merci de compléter l'article en donnant les références utiles à sa vérifiabilité et en les liant à la section « Notes et références ».
L'Ahuroa (anglais : Ahuroa River) est une rivière du district de Whangarei dans la région de Northland en Nouvelle-Zélande dans l'Île du Nord. C'est un affluent du fleuve Waipu.